# Singin' in the Rain (canción)
«Singin' in the Rain» (en español: «Cantando bajo la lluvia») es una canción de 1952 escrita por Arthur Freed. La canción alcanzó el puesto tres en el AFI's 100 años... 100 canciones.

## Apariciones en otros medios
- The Hollywood Revue of 1929 (1929)
- The Dogway Melody (1930)
- The Divorcee (1930)
- Speak Easily (1932)
- The Old Dark House (1932)
- Idiot's Delight (1939)
- Little Nellie Kelly (1940)
- The Big Noise (1944)
- Singin' in the Rain  (1952)
- North by Northwest  (1959)
- La naranja mecánica (1971)
- Die Hard (1988)
- What About Bob? (1991)
- Jeeves and Wooster (1991)
- Léon (1994)
- Godzilla (1998)
- Shanghai Knights (2003)
- Robots (2005)
- Kara no Kyōkai (Murder Speculation Part 1, The Hollow Shrine) (2008)
- Glee The Substitute (2010)
- La mesías (2023)